# Тиберий Клавдий Квартин
Тиберий Клавдий Квартин (лат. Tiberius Claudius Quartinus) — римский политический деятель и сенатор первой половины II века.
Квартин происходил из Палатинской трибы из всаднического рода, предположительно из семьи императорского вольноотпущенника.
В правление императора Траяна он был включён в состав сената в качестве городского претора. До этого Квартин был септимвиром эпулонов. В 105/106 году он находился на посту трибуна III Киренаикского легиона, который принимал участие в оккупации Каменистой Аравии. В 117 году Квартин занимал должность легата при проконсуле Азии, а в 119 году — судьёй в Тарраконской Испании.
В 123 году он руководил переброской III Киренаикского и II Неустрашимого Траянова легионов на евфратскую границу из-за возникших конфликтов с парфянами. Между 123 и 130 годом он был наместником Лугдунской Галлии, а в 130 году стал консулом-суффектом вместе с Кассием Агриппой. Спустя четыре года Квартин был наместником Верхней Германии, а затем в 136—138 годах Британии, став предшественником Квинта Лоллия Урбика.